# Chilton Cantelo
Chilton Cantelo è un villaggio e parrocchia civile dell'Inghilterra, appartenente alla contea del Somerset.
nel Somerset, in Inghilterra, situato sul fiume Yeo 5 miglia (8 km) a nord di Yeovil e 4 miglia (6 km) ad est di Ilchester nel distretto del South Somerset. Il villaggio ha una popolazione di 445 abitanti. La parrocchia comprende anche il villaggio di Ashington.

## Storia
La prima parte del nome Chilton significa l'insediamento del giovane nobile, e la seconda deriva da William de Cantilupe (o Cantelo) e dai suoi discendenti che detennero il maniero tra il 1201 e il 1350. Il maniero fu acquisito nel XVIII secolo dalla famiglia Goodford che costruì la Chilton Cantelo house che in seguito divenne la sede della Chilton Cantelo School, un piccolo collegio privato di proprietà e gestito dal gruppo Cognita. Nel 2017 la scuola è stata acquistata dalla Park School Yeovil, che ora è stata trasferita nel sito di Chilton.
Ashington Manor ha origini pre-normanne e fu dominato dall'abbazia di Glastonbury, ma l'edificio attuale risale al XV secolo. Le famiglie che detenevano il maniero includono i de Curcelle, e dal 1390 al 1901 i St. Barbes, diventati St. Barbe Syenha dal 1722. Nel 1940 passò ai commissari della Chiesa.
La parrocchia di Chilton Cantelo faceva parte delle centene di Houndsborough,  mentre Ashington faceva parte della Centena di Stone.

## Siti religiosi
La Chiesa di Saint Vincent, ad Ashington, è del XIII secolo.
La normanna Chiesa di San Giacomo. Ha una torre del XV secolo e parti della chiesa risalgono ancora prima. Fu restaurata nel 1864–1865 da Sir Arthur Blomfield. È stata designata da dall'English Heritage come un monumento classificato di Grade II*. Theophilus Brome, che morì nel 1670, fece seppellire il suo corpo nella chiesa, tuttavia il suo cranio fu separato dal corpo secondo le sue istruzioni ed è tenuto in un armadio nella Higher Chilton Farm. Secondo lo scrittore Daniel Codd, che osservò il cranio nel febbraio 2010: "Dopo aver visto il cranio di Teofilo, ero curioso di vedere che mancava la sua mascella inferiore e che ad un certo punto sembrava essere stato verniciato." Codd continua dicendo: "La ragione del desiderio di Teofilo Brome di nascondere la sua testa era molto naturale, data l'epoca in cui morì, e la sua tomba nella chiesa è nascosta sotto il muro della chiesa più vicino alla fattoria - il che significa che la sua testa e il corpo furono sepolti a parte, ma il più vicino possibile alle circostanze." Numerosi tentativi di inter il cranio hanno provocato rumori terribili ed inspiegabili in tutta la fattoria.